# Trachythecium micropyxis
Trachythecium micropyxis là một loài Rêu trong họ Hypnaceae. Loài này được (Broth.) E.B. Bartram miêu tả khoa học đầu tiên năm 1939.